# HD149151
HD149151 — хімічно пекулярна зоря спектрального класу
A0 й має видиму зоряну величину в смузі V приблизно  8,1.

## Пекулярний хімічний склад
Зоряна атмосфера HD149151 має підвищений вміст 
Si
.